# Лососевий аргумент

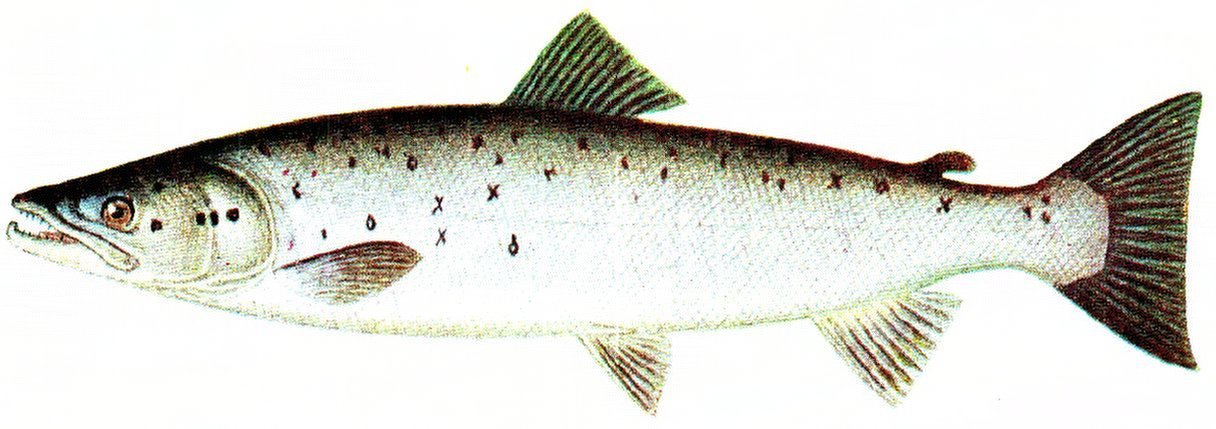
Атлантичний лосось (Salmo salar)

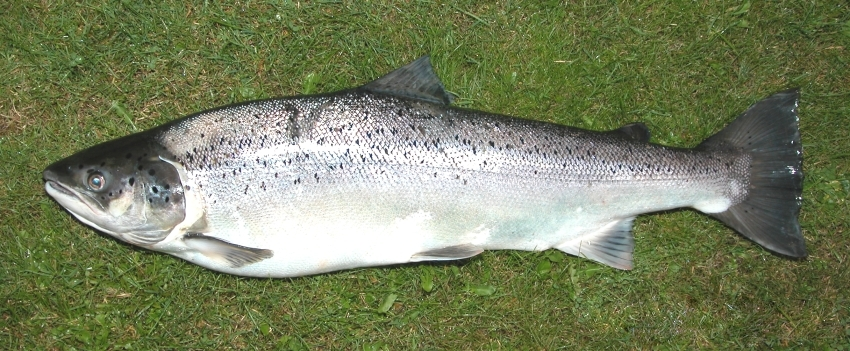
Кумжа (Salmo trutta trutta)

Лососевий аргумент, Аргумент лосося (нім. Lachsargument) використовувався в історичній лінгвістиці для визначення кордонів прабатьківщини індоєвропейців. Суть аргументу полягає в тому, що назва лосося в ряді індоєвропейських мов походить від загального праіндоєвропейського кореня, отже праіндоевропейцям був відомий лосось, і він водився на їхній прабатьківщині.
У XIX столітті з'явився лінгвістичний метод «лінгвістичної палеонтології» , що дозволяв локалізувати прабатьківщину певного народу: проводилася реконструкція словникового складу мови народу, а, відповідно, й відомих йому реалій. Прабатьківщину шукали в межах ареалів поширення тварин і дерев, назви яких використовувалися у мові, що досліджувалась.
Серед інших назв для праіндоєвропейської на підставі  укр. лосось, рос. лосось, чеськ. losos, пол. łosoś, лит. lašišà, lašаšа, lãšis, латис. lasis, давньопрусс. lasasso, гот. lahs, давн.-ісл. lax було реконструйовано і назву лосося. Науковці прийшли до висновку, що так праіндоєвропейці називали атлантичного лосося, який мешкає тільки в річках басейну північного Атлантичного океану та  Балтійського моря. На підставі цього і був висунутий аргумент лосося, за яким прабатьківщина індоєвропейців знаходилася у північній Європі .
Пізніше Річард Діболд (англ. Richard Diebold) припустив, що праіндоєвропейське слово могло належати не до Salmo salar, а до Salmo trutta trutta, що живе в Чорному та Каспійському морях, а також у річках, що впадають у них. Таким чином, за логікою вченого, в слов'янських, балтійських і германських мовах слово * lok's змінило значення з Salmo salar на Salmo trutta trutta після відходу предків носіїв цих мов з прабатьківщини і знайомства з новими реаліями на нових місцях проживання.